# Auxa vadoni
Auxa vadoni är en skalbaggsart som beskrevs av Stefan von Breuning 1957. Auxa vadoni ingår i släktet Auxa och familjen långhorningar.
Artens utbredningsområde är Madagaskar. Inga underarter finns listade.